# 大竹勝
大竹 勝（おおたけ まさる、1909年2月13日 - 1993年8月16日）は、日本のアメリカ文学者、翻訳家。
東京経済大学名誉教授。

## 経歴
長崎県出身。1929年、第一外国語学校英語本科卒。1929年から1936年、シラキュース大学に留学、学士、修士。1949年、東京経済大学助教授。1955年から1956年、および1964年から1965年に、フルブライト交換教授。1956年8月、シラキュース大学で博士号。1979年、東京経済大学教授を定年。日本翻訳家協会理事長。
1993年8月16日、急性肺炎のため死去。

## 著書
- 『アメリカ文学史』（評論社） 1957
- 『胎動期のアメリカ小説 一八七〇年から一九〇〇年』（評論社） 1967
- 『イギリス文学新研究 トマス・モアからT・S・エリオットまで』（評論社、教養叢書） 1977.4
- 『アメリカ文学新研究 シオドル・ドライサーからソール・ベローまで』（評論社、教養叢書） 1978.4
- 『ジャンルに光る作家たち  W.コベット、W.モリス、G.グリーン、J.オハーラ、R.ドースン』（評論社、教養叢書） 1980.9

## 共編
- 『スタインベック研究』（利沢行夫共編、荒地出版社） 1980.1

## 翻訳
- 『街の哲学』（アーネスト・デイムネ、立命館出版部） 1939
- 『教養の探究』（エルネスト・デイムネ、改造文庫） 1940
- 『思索の道』（エルネスト・デイムネ、改造社） 1941
- 『批評の時代 現代アメリカの批評文学 1900 - 50』（ウィリアム・ヴァン・オカーナー、皆河宗一共訳、評論社、20世紀アメリカ文学研究叢書） 1955、新版1974
- 『異神を求めて 現代異端入門の書』（T・S・エリオット、荒地出版社） 1957
- 『古今評論集』（T・S・エリオット、荒地出版社） 1958
- 『エリオットの功罪』（編訳、荒地出版社） 1958
- 『宗教は必要か』（バートランド・ラッセル、荒地出版社） 1959
- 『文学と精神分析』（ライオネル・トリリング、評論社、20世紀アメリカ文学研究叢書） 1959
- 『アメリカ短篇集 続』（西崎一郎共訳、荒地出版社） 1960
- 『性の衝動 新実存主義への道』（コリン・ウィルソン、竹内書店） 1964、竹内書店新社 1987
- 『本当のシェイクスピア 思いきった伝記』（ドーヴァ・ウィルスン、荒地出版社） 1964
- 『チャンピオン リング・ラードナーの作品とその研究』（荒地出版社） 1964
- 『マルキ・ド・サド その生涯と思想』（ジェフリー・ゴーラ、荒地出版社） 1966、新版1981
- 『何によって生きるか』（エルネスト・ディムネ、彌生書房・選書） 1972
- 『戦争と文学 南北戦争と作家たち』（エドマンド・ウイルスン、評論社） 1974。抄訳版
- 『酔人あざみを見る ヒュー・マクダーミッド詩集』（荒地出版社） 1981.7

## Web上の関連テキスト
- バートランド・ラッセル(著),大竹勝(訳)『宗教は必要か』訳者あとがき
- 大竹勝「ラッセルの決別の辞」 『ラッセル協会会報』n.15（1970年5月）pp.4-5.

## 参考
- 著書の紹介文